# Журавський Аркадій Йосипович
Журавський Аркадій Йосипович (5 серпня 1924, с. Яново, тепер Толочинського району Вітебської області — 9 січня 2009) — білоруський мовознавець, доктор філологічних наук з 1968, професор з 1970, член-кореспондент АН БССР з 1980, заслужений діяч науки БРСР з 1978.

## Біографія
Закінчив 1950 Білоруський університет (Мінськ).
З 1953 працює в Інституті мовознавства НАН Білорусі: науковий співробітник, з 1960 — завідувач сектора історії білоруської мови, у 1983—1988 — директор, з 1989 — завідувач відділу історії білоруської мови.

## Наукова діяльність
Досліджував історію білоруської літературної мови. Автор «Історії білоруської літературної мови» (т. 1, 1967) та статей цієї ж тематики.
Співавтор праць «Нариси з історії білоруської мови. Морфологія» (1957), «Хрестоматія з історії білоруської мови» (ч. 1—2, 1961—62), «Історична лексикологія білоруської мови» (1970), «Історична морфологія білоруської мови» (1979).
Співавтор і головний редактор «Історичного словника білоруської мови» (в. 1-13, 1982-96).
У ряді статей значною мірою відбиті й проблеми історії української мови (розмежування української і білоруської писемних пам'яток, про українсько-білоруські мовні зв'язки давнього періоду та ін.).